# Stauanlagenunfall von Walnut Grove
Koordinaten: 34° 11′ 36,6″ N, 112° 32′ 30″ W
Der Walnut-Grove-Staudamm am Hassayampa River in Arizona, USA, brach am 22. Februar 1890 um 2:00 Uhr und löste eine Sturzflut aus. Bei dem in der englischsprachigen Literatur als Walnut Grove Dam Disaster bezeichneten Unglück sind zwischen 50 und 150 Menschen umgekommen.
Der Staudamm war zwei Jahre alt (Bauzeit etwa 1886–1887) und bestand aus einer Steinschüttung mit einer Verkleidung aus Holzbalken an der Wasserseite. Die Höhe des Dammes war 110 Fuß (33,5 m), der Speicherinhalt betrug 50.000 acre-feet (62 Millionen m³). Der Damm stand 40 Meilen (64 km) oberhalb Wickenburg. Der Stausee war 900 Acre (364 Hektar = 3,64 km²) groß.
Die Talsperre war in den 1880er Jahren von einer Wasserversorgungsgesellschaft (Walnut Grove Water Storage Co.) zusammen mit einem zweiten Damm gebaut worden.
Der obere der beiden Staudämme, der Walnut-Grove-Damm, hatte eine Hochwasserentlastung von der Größe 6 * 26 Fuß (1,8 * 7,8 m), die an einem der beiden Widerlager aus dem Fels heraus gesprengt worden war. Am 18. Februar gab es in den Bradshaw Mountains starke Niederschläge. Sie dauerten drei Tage an. Am dritten Tag stieg das Wasser hinter dem Staudamm 18 inch (45,7 cm) pro Stunde an. Der Abfluss aus dem 500 Quadratmeilen großen Einzugsgebiet war so stark, dass die zu klein bemessene Hochwasserentlastung nicht ausreichte. Der Staumeister beauftragte 15 Mann, sie zu vergrößern. Der Staudamm wurde trotzdem sechs Stunden lang bis zu 3 Fuß (0,9 m) hoch überströmt. Erst nach dieser langen Zeit brach er und eine Flutwelle stürzte den Jesus Canyon hinunter. 15 Meilen (24 km) unterhalb wurde an dem zweiten Staudamm gearbeitet.
Man versuchte, diese Menschen (und auch die noch weiter unterhalb) zu warnen, und schickte einen Reiter los. Die Entfernung und das schlechte Wetter verhinderten jedoch, dass er sein Ziel erreichte. Nach einer anderen Version der Geschichte hielt er an einer Bar an, um einen Drink zu sich zu nehmen. Es blieb nicht bei einem Drink, und so vergaß er die Botschaft, die er überbringen sollte.
Die Zerstörungen durch die Flutwelle waren groß. Nach Augenzeugenberichten war sie bis zu 100 Fuß (30 m) hoch. Sie schleppte große Felsbrocken und Bäume mit sich und zerstörte zwei Städte.
Die Zahl der Flutopfer schwankt in den verschiedenen Berichten zwischen 50, 70, 80, 70–85, 70–100 oder 150 Toten. Auch der Sachschaden war groß. Unter anderem wurde die Farm von Henry Wickenburg, dem Namensgeber der Stadt, vernichtet. Angeblich wurden auch zwei Safes mit Goldmünzen im Wert von 9000 $ begraben, nach denen Schatzsucher später noch lange vergeblich suchten.